# Mark Povinelli
Mark Povinelli (nascido em 9 de agosto de 1971) é um ator dos Estados Unidos que trabalha para televisão, teatro, em filmes e eventualmente como dublê. Ele tem 1,15m de altura como consequência de uma displasia óssea causada pela mutação do gene Colágeno Tipo II Alfa 1. Trabalhou no filme Água para Elefantes no papel de Kinko com Reese Witherspoon e Christoph Waltz.

## Filmografia
- 2014: My Next Breath (em produção)
- 2012: Espelho, Espelho Meu[1]
- 2011: Are You There Vodka? It's Me, Chelsea (11 episódios)
- 2011: A.N.T. Farm
- 2011: Água para Elefantes[2]
- 2011: Modern Family
- 2010: The Whole Truth
- 2010: 'Til Death (2 episódios)
- 2010: Cold Case
- 2009: It's Always Sunny in Philadelphia (2 episódios)
- 2008: Um Toque de Vida
- 2007: Deu a Louca em Hollywood